# Gueugnon
 Gueugnon  es una población y comuna francesa, en la región de Borgoña, departamento de Saona y Loira, en el distrito de Charolles. Es el chef-lieu y mayor población del cantón de Gueugnon. Gueugnon se encuentra en la llanura formada por el valle del Arroux (que muchos ven como "la columna vertebral" de Gueugnon). Hubo un aumento de la población en el año 1975 con el crecimiento industrial, especialmente en el ámbito de acero con Forges Gueugnon. Hoy en día, la población muestra un leve descenso. Gueugnon es una ciudad hermanada con Otterberg. 8218 habitantes registrados en 2009. 

## Demografía
| 8374 | 9268 | 10 739 | 10 456 | 9697 | 8563 |
| Para los censos de 1962 a 1999 la población legal corresponde a la población sin duplicidades (Fuente: INSEE [Consultar]) |      |        |        |      |      |

## Tour de Francia
El 9 de julio de 2010, en Gueugnon se instaló la meta de la sexta etapa del Tour de Francia, de 227 km, la más larga de la 97.ª edición.